# Bloodbound
Bloodbound är ett svenskt power metal-band från Bollnäs, bildat 2004 av Tomas Olsson och Fredrik Bergh. De slog sig ihop med Urban breed och Oskar Belin och spelade in sitt debutalbum, Nosferatu, som släpptes 2006. I maj 2007 utgavs Bloodbounds andra album Book of the Dead, då med tyske sångaren Michael Bormann. Inför detta album gick Tomas Olssons bror Henrik med i gruppen som rytmgitarrist.
Bandet gick över till skivbolaget AFM från och med skivan Unholy Cross. På samma skiva presenterades Patrik Selleby (ex-Dawn of Silence) som ny sångare och  Anders Broman som ny basist. Dagens banduppställning blev komplett 2017, då trummisen Daniel Hansfeldt anslöt.
Bandets skiva Stormborn innehöll många referenser till TV-serien Game of Thrones, något som övergavs till förmån för drakar på nästföljande skiva War Of Dragons. På Tales from the North (2023) är temat vikingatiden.
I mars 2025 meddelades att Bloodbound tecknat skivkontrakt med Napalm Records.

## Medlemmar
Nuvarande medlemmar
- Tomas Olsson – gitarr (2004– )
- Fredrik Bergh – basgitarr (2004–2006), keyboard, sång (2004– )
- Henrik Olsson – gitarr (2006– )
- Patrik Selleby – sång (2010– )
- Anders Broman – basgitarr (2011– )
- Daniel Hansfeldt – trummor (2017– )

Tidigare medlemmar
- Jörgen Andersson – basgitarr (2005–2006)
- Oskar Belin – trummor (2005–2006)
- Markus Albertson – gitarr (2006)
- Urban breed – sång (2005–2006, 2007–2010)
- Johan Sohlberg – basgitarr (2006–2011)
- Kristian Andrén – sång (2006–2007)
- Michael Bormann – sång (2007)
- Pelle Åkerlind – trummor (2006–2016)

Turnerande medlemmar
- Thomas Ohlsson – trummor (2013)
- Daniel Hansfeldt – trummor (2015–2017)
- Kalle Löfgren – trummor (2017)
- Thorbjörn "Thobbe" Englund – rytmgitarr (2017– )
- Niklas Johansson – gitarr (2024– )

## Diskografi
Studioalbum
- Nosferatu (2006)
- Book of the Dead (2007)
- Tabula Rasa (2009)
- Unholy Cross (2011)
- In the Name of Metal (2012)
- Stormborn (2014)
- War of Dragons (2017)
- Rise of the Dragon Empire (2019)
- Creatures of the Dark Realm (2021)
- Tales from the North (2023)

EP
- Bloodheads United (2020)

Livealbum
- One Night of Blood (2016)
- The Tales of Nosferatu: Two Decades of Blood (2004-2024) (2024)

Singlar
- "Slayer of Kings" (2019)
- "Rise of the Dragon Empire" (2019)
- "The Warlock's Trail" (2019)
- "When Fate Is Calling" (2021)
- "Creatures of the Dark Realm" (2021)
- "March into War" (2021)
- "Odin's Prayer" (2023)
- "The Raven's Cry" (2023)
- "1066" (2023)
- "Drink with the Gods" (2023)
- "Tales from the North" (2023)
- "The Warlock's Trail (Live at Masters of Rock 2023)" (2024)
- "Slayer of Kings (Masters of Rock Festival 2023)" (2024)